# Aelurodon
Aelurodon és un gènere de cànid extint de la subfamília dels borofagins. Aelurodon visqué a Nord-amèrica durant el Miocè.

## Evolució i ecologia

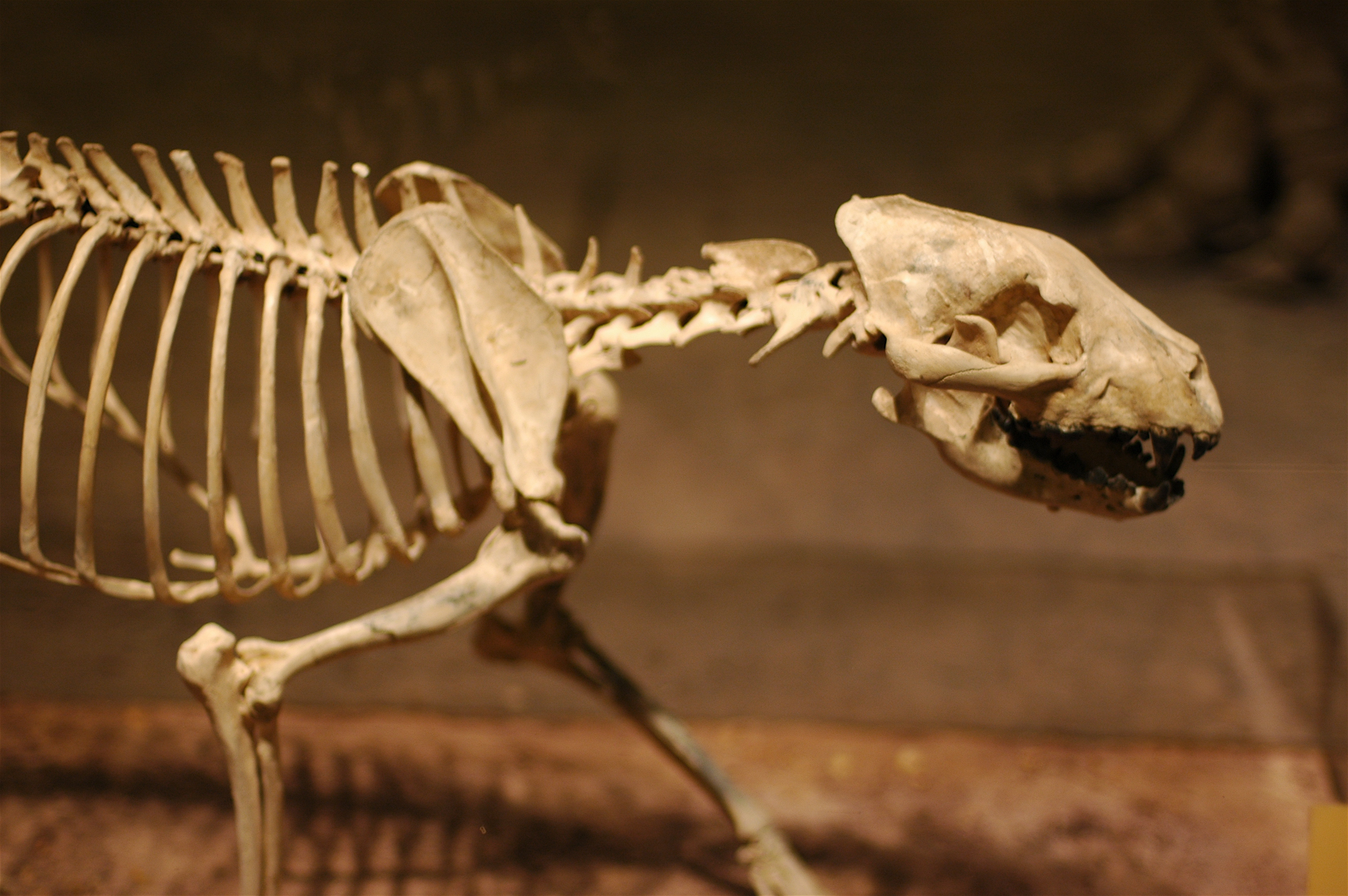
A. stirtoni

Aelurodon pertany als borofagins, una subfamília dels cànids. La traducció lliure de Borophaginae és 'menjadors golafres'. Es considera que ocupaven un nínxol ecològic similar al de les hienes. Aelurodon descendeix probablement de gèneres més antics, com ara Protomarctus o Tomarctus.
Les espècies del gènere Aelurodon visqueren a les zones centrals i occidentals d'allò que avui són els Estats Units al Miocè. Durant aquesta època, també hi havia una forta presència d'altres gèneres de cànids, sobretot borofagins, com ara Epicyon, Paratomarctus, Borophagus i Carpocyon. A més, la primera espècie de llop, Canis lepophagus, aparegué al Miocè superior.
Les espècies més grosses d'Aelurodon, com ara A. ferox i A. taxoides, caçaven probablement en grups, com els llops d'avui en dia. Podien ser tan grans com tigres. Anàlisis de la dentició dels petits Aelurodon indiquen que les espècies es tornaren més hipercarnívores amb el pas del temps, igual que la resta de borofagins.